# Gustavo Rosales Escobar
Gustavo Adolfo Rosales Escobar (Valparaíso, 26 de agosto de 1964) es un eclesiástico chileno, nacionalizado ecuatoriano. Es el obispo de San Jacinto, desde 2025. Fue obispo auxiliar de Guayaquil, entre 2022 y 2025.

## Biografía
Nació el 26 de agosto de 1964, en la ciudad chilena de Valparaíso.
Realizó su formación primaria y secundaria en su ciudad natal. Estudió Filosofía en el Seminario de Valparaíso. Llegó a Cuenca (Ecuador) para estudiar Derecho. Posteriormente, ingresó en el Seminario Mayor de Cuenca, donde estudió Teología.
Cursó estudios de Espiritualidad sacerdotal en Roma y Holanda. 
Obtuvo un diplomado en Teología y Ministerio presbiteral, y un diploma en Formación presbiteral por el Instituto Teológico Pastoral para América Latina (ITEPAL, Bogotá-Colombia), del CELAM. 
Participó en un curso para rectores de Seminario en Roma. También, realizó un curso de perfeccionamiento de inglés, en el Malvern House London. 

### Sacerdocio
Su ordenación sacerdotal fue el 26 de octubre de 1991, incardinándose en la arquidiócesis de Cuenca.
- Párroco de San Pablo de Shaglli (1992-1998).
- Coordinador de Pastoral zona Sur (1994-1996), delegado del Consejo Presbiteral de la zona Sur (1996-1998) y delegado del Consejo Presbiteral de la zona Oriental (2002-2004), en la Vicaría Rural.
- Párroco de Santiago de Gualaceo (1998-2008).
- Vicario episcopal territorial de la zona Oriental (2006-2008).
- Director de la publicación diocesana, hoja dominical: Domingo día del Señor[3] (2009-2011).
- Párroco de San Roque, en Cuenca (2009-2017).
- Miembro del Consejo Gubernativo de Bienes (2011-2022).
- Vicario episcopal territorial de la zona Urbana (2012-2018).
- Miembro del Consejo Presbiteral (2012-2022).
- Profesor y formador (2015-2017), y rector (2018-2022) del Seminario Mayor de Cuenca.[5]
- Párroco de San Luis Gonzaga, en Cuenca (2017-2018).
- Miembro del Colegio de Consultores, y del Consejo de Órdenes (2018-2022).
- Vicepresidente de la Organización de Seminarios del Ecuador (OSEC).

### Episcopado
El 3 de junio de 2022, el papa Francisco lo nombró obispo titular de Glavinitza y obispo auxiliar de Guayaquil.  El 8 de junio, el arzobispo Marcos Pérez Caicedo le impuso el solideo y el pectoral, durante una ceremonia en la capilla del Seminario San Luis de Cuenca.
Fue consagrado el 6 de agosto del mismo año, en la catedral de Guayaquil, a manos del arzobispo Luis Cabrera Herrera OFM.
El 31 de enero de 2025, fue nombrado obispo de San Jacinto. Tomó posesión canónica el 29 de marzo del mismo año, durante una ceremonia en la Basílica Catedral de San Jacinto.